# Stessa spiaggia, stesso mare
Stessa spiaggia, stesso mare es el sexto álbum de la cantante italiana Mina, publicado por la discográfica Italdisc en 1963.
Hay cuatro nuevas canciones para este álbum que sigue siendo en gran medida una compilación de sencillos publicados en 45 RPM anteriormente. Estas cuatro canciones inéditas serían Non piangerò, Chega de saudade, A Volte y Eravamo in tre. Muchas canciones del disco han sido interpretadas y grabadas por Mina en diferentes idiomas. Chega de saudade y Stranger Boy mantienen el título en el idioma original, pero el texto es cantado en italiano. La canción Que no, Que No sólo existe en la versión en español.
Al igual que sus predecesores, Tony De Vita y su orquesta acompañan Mina en todas las piezas.
Este álbum ha sido reeditado y remasterizado en diversas ocasiones y formatos diferentes.

## Lista de canciones
| N.º | Título                               | Duración |  |
| 1.  | «Stessa spiaggia, stesso mare»       | 2:12     |  |
| 2.  | «Stranger Boy»                       | 3:01     |  |
| 3.  | «Mi guardano»                        | 2:44     |  |
| 4.  | «Que no, que no»                     | 1:47     |  |
| 5.  | «Non piangerò (Just Let Me Cry)»     | 2:20     |  |
| 6.  | «Si, lo so (Heißer Sand)»            | 3:02     |  |
| 7.  | «La ragazza dell'ombrellone accanto» | 2:25     |  |
| 8.  | «Dindi»                              | 2:21     |  |
| 9.  | «Ollallà, Gigì»                      | 2:14     |  |
| 10. | «Chega de saudade»                   | 2:51     |  |
| 11. | «A volte (Pretend That I'm Her)»     | 2:22     |  |
| 12. | «Eravamo in tre»                     | 2:03     |  |

- Datos: Q3973302